# Бардан, Пранаб
Пранаб Кумар Бардан (англ. Pranab Kumar Bardhan; род. 11 сентября 1937, Калькутта, Британская Индия) — экономист индийского происхождения, преподаёт и работает в США с 1979 года. Является заслуженным профессором экономики в Калифорнийском университете в Беркли.

## Биография
Бардан получил степень бакалавра в Президентском колледже Калькутты в 1959 году, в 1961 году получил степень магистра в Университете Калькутты, в 1966 году защитил докторскую степень в Кембриджском университете. С 1966 по 1969 преподавал в Массачусетском Технологическом Институте, с 1969 по 1972 год — в Индийском Институте Статистики, с 1972 по 1977 год в Делийской Экономической Школе при Делийском Университете, а в 1977 году начал работать в экономическом департаменте Калифорнийского Университета. Был приглашённым профессором и являлся членом научного сообщества в таких институтах, как Лондонская школа экономики, Тринити-колледже, Колледже Св. Екатерины и Университете Сиены.
В своих научных теоретических и эмпирических работах, профессор исследовал сельские институты в бедных странах, политэкономию экономического развития, международную торговлю и глобализацию. Часть работ выполнена на стыке экономики, политики и социальной антропологии.
Пранаб Бардан выступал членом редакционной коллегии в ряде экономических журналов, таких как The American Economic Review (1978-1981), The Journal of Economic Perspectives (1989-1994), The International Economic Review (Ответственный редактор, 1971—1985), и The Journal of Development Economics (Главный редактор, 1985 to 2003).
Он был лауреатом Стипендии Гуггенхайма (1981), в 1980 году получил Памятную Медаль Махаланобиса.
Пранаб Бардан является автором 13 книг, более чем 150 статей и редактором 12 книг. Он изредка пишет статьи для таких газет, как The New York Times, Financial Times, Scientific American, Boston Review, Business Standard, Indian Express, Hindustan Times, Anandabazar Patrika (Калькутта), YaleGlobal Online. За пределами США он читает открытые лекции и доклады в Пекине, Боготе, Калькутте, Кейптауне, Канберре, Копенгагене, Дели, Стамбуле, Лондоне, Манчестере, Мельбурне и многих других городах. Его мемуары периодически издаются в Калькуттском журнале Desh.

## Взгляды
Для Пранаба Бардана равенство возможностей важнее, чем равенство доходов. Равенство возможностей же в свою очередь зависит от распределения земли, образования и социального равенства. В своей книге «The political economy of development in India» Бардан исследует природу доминирующего класса собственников в Индии. Он уверен, что рабочий класс, богатые фермеры и работники общественного сектора являются тремя доминирующими классами в Индии, которые имеют наибольшее влияние на публичную политику. Бардан заявляет, что среди этих классов есть конфликт интересов, и они ожесточённо участвуют в дележе системной ренты, что в свою очередь ведёт к относительной независимости руководства Индии.

## Труды
- The political economy of development in India (англ.). — 2nd. — Oxford, UK New York, New York, USA: Oxford University Press, 1998. — ISBN 9780195647709.